# Flora Perkins
Flora Perkins (16 september 2003) is een Brits baan- en wegwielrenster die sinds 2024 uitkomt voor Fenix-Deceuninck, nadat ze een jaar eerder al voor de opleidingsploeg reed. 

## Carrière
In 2022 stapte ze over van haar club, VC Londres (waar onder andere ook Ethan Hayter en Fred Wright reden), over naar het continentale team Le Col-Wahoo. Dit deed ze nadat ze een jaar eerder indruk had gemaakt in meerdere juniorenwedstrijden, onder andere met winst in de Banbury Star Women's Road Race en de Watersley Ladies Challenge en een twaalfde plaats op het wereldkampioenschap bij de junioren. In hetzelfde jaar tekende ze ook een contract voor het baanwielrennen bij de GB Senior Academy. In 2022 reed ze meerdere WorldTour-wedstrijden. In Parijs-Roubaix en Luik-Bastenaken-Luik eindigde ze buiten tijd. Onder andere de Waalse Pijl en de Ronde van Scandinavië wist ze wel uit te rijden. Op het Brits kampioenschap wielrennen op de weg werd ze zestiende bij de elite.
Een jaar later, in 2023, maakte Perkins de overstap naar het opleidingsteam van Fenix-Deceuninck. Op het Brits kampioenschap wielrennen op de weg werd ze negende bij de elite-wegrace, achtste bij het elite-criterium en derde bij de beloftentijdrit. Ook wist ze top-10 en top-20 plaatsen te rijden in Le Samyn, Grote Prijs van Stuttgart, en in etappes van de Ronde van Bretagne, Setmana Ciclista Valenciana en Ronde van de Toekomst. Ook won ze twee onderdelen op de baanwedstrijd South London Grand Prix en het onderdeel scratch op het Europese kampioenschappen baanwielrennen bij de beloften.
In 2024 maakte ze officieel de overstap naar het hoofdteam van Fenix-Deceuninck. In hetzelfde jaar reed ze haar eerste Gent-Wevelgem en Amstel Gold Race en behaalde ze een vijftiende plaats in de Drentse Acht van Westerveld.

## Palmares

### Baanwielrennen
2023
 Europese kampioenschappen baanwielrennen, scratch, beloften
South London Grand Prix, afvalkoers en omnium

### Wegwielrennen
2021
Banbury Star Women's Road Race
Eind- en bergklassement Watersley Ladies Challenge
2023
 Brits kampioenschap wielrennen op de weg, tijdrit, beloften

#### Resultaten in voornaamste wedstrijden
| Jaar | Ronde van Italië | Ronde van Frankrijk | Ronde van Spanje |
| ---- | ---------------- | ------------------- | ---------------- |
| 2022 |                  |                     |                  |
| 2023 |                  |                     |                  |
| 2024 |                  |                     | 61e              |
| 2025 |                  | 121e                | 69e              |

| Jaar | Milaan-San Remo | Gent-Wevelgem | Parijs-Roubaix | Amstel Gold Race | Luik-Bast.‑Luik | Brabantse Pijl | Waalse Pijl |
| ---- | --------------- | ------------- | -------------- | ---------------- | --------------- | -------------- | ----------- |
| 2022 |                 |               | buit.tijd      |                  | buit.tijd       | opgave         | 99e         |
| 2023 |                 |               |                |                  |                 |                |             |
| 2024 |                 | 47e           |                | 51e              | 54e             | 42e            | 35e         |
| 2025 | 72e             |               | 40e            | 50e              |                 | 68e            |             |

## Ploegen
- 2022 -  Le Col-Wahoo
- 2023 -  Fenix-Deceuninck Continental
- 2024 -  Fenix-Deceuninck
- 2025 -  Fenix-Deceuninck

Van Agt (vanaf 1/5) · Christian · Van der Duin · Van 't Geloof · Holden · King · Martins · Merino · Moberg · Perkins · Tacey · Towers · Vandenbulcke · Verhulst
Alvarado · Cant · Couzens · De Wilde · Kastelijn · Kuijpers · Marturano · Perkins · Pieterse · Rooijakkers · Schrempf · Schweinberger · Stiasny · Truyen · van Alphen · van der Heijden · van Zuthem · Worst · Wright
Alvarado · Casasola · Couzens · De Wilde · Kastelijn · Kuijpers · Perkins · Pieterse · Rooijakkers · Schrempf · Schweinberger · Truyen · van Alphen · van der Heijden · van Zuthem · Worst